# Dithalama desueta
Dithalama desueta là một loài bướm đêm trong họ Geometridae.